# Željko Sabol (1942.)
Željko Sabol (Police kod Klanjca, 1942. - Zagreb, 31. srpnja 2005.), bio je hrvatski pravnik, grafolog, novinar i publicist. 

## Životopis
Željko Sabol rodio se u Policama kod Klanjca 1942. godine. Od najranijeg djetinjstva je živio u Zagrebu gdje je završio gimnaziju, Pravni fakultet i poslijediplomski studij. Doktorirao je pravne znanosti 1986. godine s temom Dokazna vrijednost vještačenja rukopisa. Bio je glavni i odgovorni urednik Izvješća Hrvatskoga sabora te voditelj Službe za odnose s javnošću. U Hrvatskom saboru dr. Željko Sabol radio je od 1990. do smrti, 2005. godine. Uređivao je Izvješća 14 godina te je svojim autorskim uvodnicima u svakom od gotovo 400 brojeva oslikao jedan detalj aktualnih zbivanja u Saboru, oko njega, u Hrvatskoj ili o Hrvatskoj. Uredio je i više publikacija o Hrvatskom saboru.
U Hrvatskom leksikografskom zavodu (1975. – 1983.) obavljao je pravne poslove te je pripremio za tiskanje rukopis knjige Miroslava Krleže Zapisi s Tržiča. Radio je i u Zavodu za vještačenje (1984. – 1986.) te u Zagrebačkoj filharmoniji (1986. – 1990.). Teoretski i praktično, bavio se sudskom grafologijom. Pisao je za Vjesnik i Hrvatsko slovo.
Bio je jedan od utemeljitelja Hrvatskog društva sudskih vještaka (HDSV) a na njegov poticaj je 1979. godine započelo izdavanje glasila Vještak čiji je bio prvi glavni i odgovorni urednik te je tu dužnost obavljao sve do 1995. godine.
Umro je u Zagrebu 31. srpnja 2005. godine a pokopan je 4. kolovoza 2005. godine na Mirogoju.

## Djela
- Identitet rukopisa: ogled o vještačenju rukopisa, Informator, Zagreb, 1986. (2. izd. Identitet rukopisa: sudska grafologija, Lexis, Zagreb, 2003.)
- Problematika autografa Marka Marulića, Riječka tiskara, Zagreb, 1979. (separat iz knjige Ta rič hrvacka, starinska naša draga... ča zvoni kroz stolića, knj. 2 /1979., suautor Zvonimir Kulundžić.)
- Domovinski ogledi, Nakladničko trgovačko poduzeće "Mate Lovrak", Zagreb, 1995.
- Zaslužnici i oni drugi: ljudi i pojave, Školske novine, Zagreb, 1997.
- Slovom na slovo, K. Krešimir, Zagreb, 1998.
- Hrvatske vizije i tlapnje, K. Krešimir, Zagreb, 2000.
- Hrvatsko pomračenje u podne, Biblioteka Stećak, knj. 15, Naklada Jurčić, Zagreb, 2003.

Posmrtno
- Odanost istini: polemike, Biblioteka Stećak, knj. 20, Naklada Jurčić, Zagreb, 2005.